# محمد علي رجائي
محمد علي رجائي (بالفارسية: محمدعلی رجايی) (15 مارس 1930 - 28 فبراير 1980) هو ثاني رئيس منتخب في إيران (2 فبراير 1981 - 18 فبراير 1981) بعد أن عمل كرئيس وزراء (12 يناير 1980 - 14 فبراير 1980) في حكومة أبو الحسن بني صدر ، كما كان وزيراً للخارجية لفترة 5 أيام من (11 فبراير 1981 حتى 15 فبراير 1980).
وقد اغتيل في تفجير وقع في 28 فبراير 1980 جنبا إلى جنب مع رئيس الوزراء محمد جواد باهنر.

## حياته

### الطفولة والنشأة
ولد محمد علي رجائي في 15 يونيو 1933 في مدينة قزوين. كان والده كربلائي عبد الصمد، يعمل خرّازاً في السوق (بيع الخيوط والإبر وما شاكل ذلك) ، وكان عضواً دائماً في جمعية منتظري إمام الزمان بقزوين .والدته هي گلين خانم . توفي والده، عبد الصمد، عندما كان بعمر 4 سنوات وبعد ذلك هو عاش مع والدته وشقيقه. ترعرع رجائي في قزوين، ثم انتقل إلى طهران في عام 1946.

## نشاطاته السياسية

### قبل الثورة
بعد انتقاله إلى طهران، كان لديه علاقة وثيقة مع الجماعات والأحزاب المناهضة للشاه. كان يعرف مع محمود طالقاني في عام 1958، ثم انتقل إلى بيجار لفترة قصيرة، ولكن بعد سنة، عاد إلى طهران وتخرج على شهادة البكالوريوس في التربية من جامعة تريبت المعلم في عام 1959.
في عام 1960، إنضم إلى حركة الحرية إيران. وكان قد اعتقل من قبل قوات الشاه لثلاث مرات لأنشطته المعارضة. واعتقل أخيرا مايو 1974، ولكن أُطْلِّق سراحهم بعد أربع سنوات .هو شارك بنشاط في الثورة الإيرانية وكان القيادي في الحركة لتطهير الجامعات الإيرانية من التأثيرات الأمريكية والأوروبية، والتي سميت فيما بعد الثورة الثقافية. في عام 1979 غادر رجائي حركة الحرية.

### بعد الثورة
وفي أعقاب الثورة الإسلامية في إيران، عين وزيرا للتعليم في حكومة ّّّمهدي بازركان، وعلى الرغم أن مجلس الوزراء بازركان استقال يوم 6 نوفمبر عام 1979، أنه لن يستقيل وبقي في هذا المنصب حتى 12 أغسطس 1980 عندما أصبح رئيسا للوزراء. بعد رئاسة أبو الحسن بني صدر، بعد 5 أشهر، رشح رجائي لمنصب رئيس الوزراء ، وصوت البرلمان له بالدخول. وعين رجائي، خدابناهي لمنصب وزير الخارجية، محمد رضا مهدوي كني وزيرا للداخلية وجواد فكور وزيرا للدفاع. خلال رئاسته لمجلس الوزراء، بدأت الحرب الإيرانية العراقية، وأصبح أول سياسة حكومته «الانتصار والدفاع». وكان في منصبه حتى 2 أغسطس 1981 حتى أصبح الرئيس الثاني لإيران.
تم عزل بني صدر من قبل البرلمان في 22 حزيران 1981. عقد الخميني المجلس الرئاسي المؤقت برئاسة محمد بهشتي وفيما بعد عبد الكريم الموسوي الأردبيلي مع ستة أشخاص. كان رجائي واحد من أعضاء هذا المجلس. وقال إنه رشح نفسه للانتخابات الرئاسية في عام 1981. وكان أول رئيس من الحزب الجمهوري الإسلامي بعد حصوله على 91٪ من الأصوات. أصبح رئيسا رسمياً في 2 أغسطس عام 1981. هو، يدعى محمد جواد باهنر إلى البرلمان ليصبح رئيس الوزراء المقبل. صوت البرلمان لباهنر وهو قام بتشكيل حكومة جديدة.

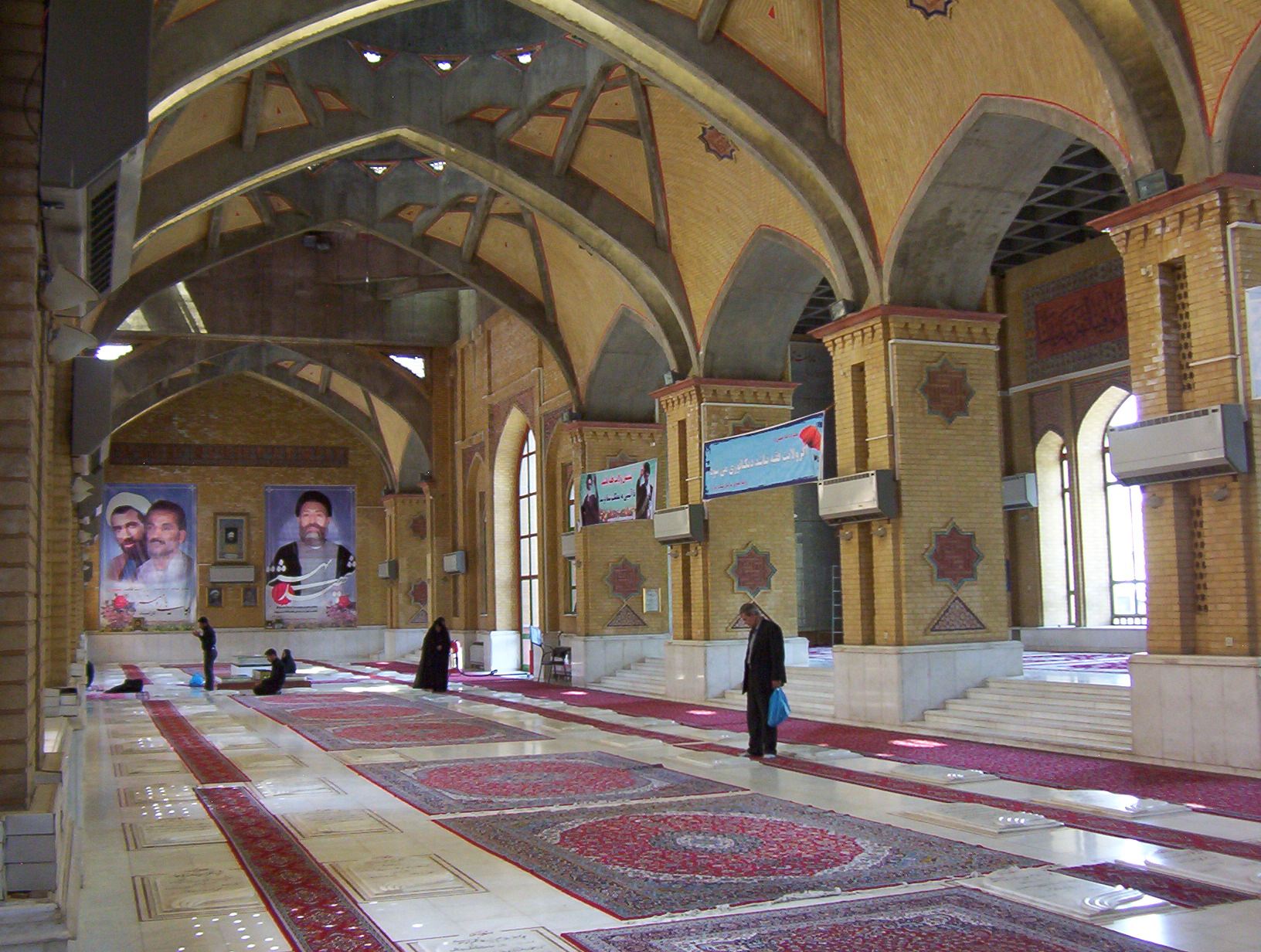
مقبرة الشهيد محمد علي رجائي.

## اغتياله
في 30 اغسطس عام 1981، عقد الرئيس رجائي اجتماعًا لمجلس الدفاع الأعلى في إيران، جنبا إلى جنب مع رئيس الوزراء محمد جواد باهنر. وذكر شهود عيان في وقت لاحق أن مساعد موثوق أحضر حقيبة في قاعة المؤتمرات، ووضعها بين رئيس الجمهورية ورئيس وزرائه، ثم غادر. شخص آخر فتح هذه الحقيبة، مما أثار القنبلة التي أحدثت إضرام النار في الغرفة وقتل رجائي، باهنر، وثلاثة آخرين. تم التعرف على القاتل وهو مسعود كشميري الناشط في حركة مجاهدي خلق والذي تسلل إلى مكتب رئيس الوزراء في ستار مسؤول أمن الدولة. دفن رجائي في جنة الزهراء بـ طهران.

## انظر ايضاً
- محمد مفتح
- محمد بهشتي